# دولگویه (استان آرخانگلسک)
دولگویه (به لاتین: Dolgoye) یک منطقهٔ مسکونی در روسیه است که در استان آرخانگلسک واقع شده‌است.